# Robert Vischer
Robert Vischer, född den 22 februari 1847 i Tübingen, död den 25 mars 1933 i Wien, var en tysk estetiker och konsthistoriker, son till Friedrich Theodor Vischer.
Vischer blev extra ordinarie professor i konsthistoria i Breslau 1882 samt ordinarie professor 1885 i Aachen och 1893 vid universitetet i Göttingen. Han blev emeritus 1911 och bosatte sig därefter i Stuttgart. Vischer väckte först uppmärksamhet genom ett estetiskt arbete på psykologisk grundval, Über das optische Formgefühl (1872), skrev sedan om Luca Signorelli und die italienische Renaissance (1875) och Peter Paul Rubens (1904) samt utgav faderns Vorträge.